# Satowan
Satowan ou Satawan est un atoll des îles Mortlock, dans le district des Mortlocks, également appelées îles Nomoi, que le capitaine James Mortlock découvrit le 27 novembre 1795 sur le Young William — à ne pas confondre avec Takuu, en Papouasie-Nouvelle-Guinée qui a porté le même nom d'îles Mortlock, découverte le 19 novembre par le même capitaine. Le mortlock est la langue qui y est parlée.
Satawan comprend quatre des 40 municipalités de Chuuk, qui portent le nom des principaux îlots :
1. Satowan (Satawan) (est)
2. Ta (sud)
3. Kuttu (Kutu) (ouest)
4. Moch (More) (nord)

Satowan et Ta font partie des Lower Mortlocks, tandis que Kuttu et Moch sont les "Mid Mortlocks".
Satawan comptait 2 935 habitants en 2000.

## Liens
- Mortlock Islands The two distinct island groups named "Mortlock Islands"